# Hayes (rzeka)
Hayes (ang. Hayes River) – rzeka w kanadyjskiej Manitobie, o długości 483 km i średnim przepływie 590 m³/s i dorzeczu 108 000 km². Wody rzeki płyną do Zatoki Hudsona, ujście znajduje się niewiele na południe od rzeki Nelson. Nad rzeką, nieopodal ujścia ulokowana została osada York Factory.